# Sriram Singh
Sriram Singh (auch Sri Ram Singh Shekhawat; * 21. Juni 1950 in Badnagar, Jaipur) ist ein ehemaliger indischer Mittelstreckenläufer und Sprinter.
Über 800 Meter gewann er bei den Asienspielen 1970 in Bangkok Silber, schied bei den Olympischen Spielen 1972 in München im Vorlauf aus. Über dieselbe Distanz folgte einer Silbermedaille bei den Asienmeisterschaften 1973 in Manila und Gold bei den Asienspielen 1974 in Teheran. 1975 gelang ihm bei den Asienmeisterschaften ein Doppelsieg über 400 und 800 Meter.
Bei den Olympischen Spielen 1976 in Montreal stellte er über 800 Meter als Siebter mit 1:45,77 min den aktuellen indischen Rekord auf. Ebenfalls über 800 Meter wurde er beim Weltcup 1977 in Düsseldorf Achter, verteidigte bei den Asienspielen 1978 in Bangkok seinen Titel und erreichte bei den Olympischen Spielen 1980 in Moskau das Halbfinale.
1973 wurde er mit dem Arjuna Award ausgezeichnet.